# Thierry Rupert
Thierry Didier Rupert (Gonesse, 23 maggio 1977 – Le Mans, 10 febbraio 2013) è stato un cestista francese.
È morto nel 2013 all'età di 35 anni, dopo 7 mesi di coma a causa di gravi problemi cardiaci.
Era il padre di Iliana e Rayan Rupert, entrambi cestisti professionisti.

## Carriera
Con la Francia ha disputato i Campionati europei del 2003.

## Palmarès
- Campionato francese: 1

CSP Limoges: 1999-2000
- Coppa di Francia: 2

CSP Limoges: 2000
Pau-Orthez: 2007
- Match des Champions: 1

Pau-Orthez: 2007
- Coppa Korać: 1

CSP Limoges: 1999-2000